# Staßfurt – Windhoek
Staßfurt – Windhoek ist ein Dokumentarfilm der DEFA-Studio für Dokumentarfilme GmbH von Lilly Grote und Julia Kunert aus dem Jahr 1990. 

## Handlung
Es ist August 1990 und die Kinder aus Namibia, die bereits im Mittelpunkt des Dokumentationsfilms Inside – Outside aus dem gleichen Jahr standen, müssen schneller als erwartet zurück in ihre Heimat fliegen. Die meisten geben an, dass sie sich wegen des Wiedersehens mit ihren Eltern auf die Rückkehr freuen. Die Trennung von den jetzigen Freunden stimmt sie dagegen traurig. Viele der größeren Kinder wissen zwar, wo sie herkommen, aber nicht, wo sie hinkommen. Einige der Jugendlichen wissen noch nicht einmal, ob ihre Eltern noch am Leben sind und wenn ja, haben sie Angst in einem Familienverbund mit fremden Leuten zu leben, denn seit 11 Jahren leben sie in einem Internat. Sie müssen zwar mit nach Namibia fliegen, hoffen aber, später wieder in die DDR, oder in ein anderes Land auszureisen. 
Die Rückkehr der Flüchtlinge und die Familienzusammenführung wird vom namibischen Kirchenrat organisiert. Die DDR-Kinder von Namibia reisen aus Staßfurt in eine unbekannte Heimat. Sie sollen wieder in die Familien integriert werden, von denen sie in den Flüchtlingslagern in Angola getrennt wurden. Viele der Verwandten kommen nach dem Sieg der SWAPO selbst erst aus dem Exil zurück und sind dabei, sich eine neue Existenz aufzubauen, haben zum Teil noch keine Arbeit und keine Wohnung. Singend und tanzend verlassen die Kinder in Windhoek nach 30 Stunden Reisezeit das Flugzeug, wo sie von einer Gruppe Erwachsener empfangen werden. Weiter geht es in eine Grundschule in Windhoek, in der ein erstes Treffen mit den Verwandten vorgesehen ist. Hier findet ein Teil der Kinder seine Angehörigen, die dann gemeinsam fotografiert werden, ein anderer Teil erwartet die Abholung erst am nächsten Tag. 
Der Bildungsminister Namibias gibt zur Auskunft, dass es jetzt das Wichtigste ist, nach zwanzig Jahren Krieg, eine Nation zu gründen. Es gibt viele Probleme zu lösen und besonders die Kinder gehören, als Opfer des Kolonialkrieges, dazu. Hinzu kommt, dass die Freunde, durch die die Kinder einst in der DDR aufgenommen wurden, dort nicht mehr an der Macht sind und die neuen Kräfte kein Interesse mehr am Aufenthalt dieser Kinder in der DDR haben. Deshalb hat die neue namibische Regierung die Verantwortung übernommen, sich um die Klärung der Angelegenheit zu kümmern. Es gibt, außer den Kindern aus der DDR, noch etwa 1500 Kinder in verschiedenen anderen Ländern, deren Rückkehr organisiert werden muss, die aber nicht so überstürzt und unter Druck stattfinden soll.
Etwa die Hälfte der Rückkehrer aus der DDR kann in ihre Familien vermittelt werden, die andere Hälfte wird vorübergehend in Windhoek in einem Internat untergebracht. Das Kamerateam will Daniel in Windhoek-Katutura besuchen, der bei seiner Tante untergekommen ist, da seine Eltern nicht mehr leben, doch der ist gerade unterwegs, um seine Großeltern zu besuchen. Es gibt aber noch mehrere, die in Katutura ihre Angehörigen gefunden haben, wozu auch die Kleinsten gehören, die in der DDR im Schloss Bellin untergebracht waren. Alle der Kinder erzählen, wie die ersten Tage in den Familien verlaufen sind und wie ihre Zukunft verlaufen wird. Wer Glück hat, kann eine deutsche Schule besuchen, die aber viel Geld kostet.
Nach zehn Tagen ist ein Besuch bei den Kindern und Jugendlichen im Internat fällig. Außer denen, die noch keine Verwandten gefunden haben, gibt es auch welche, die nicht mit ihren Eltern mitgehen wollten, da sie in der Hauptstadt mehr Möglichkeiten haben. Eingewöhnt haben sie sich aber noch nicht, ein Junge sagt, er fühle sich wie in einem Ferienlager, aus dem es bald wieder zurück nach Staßfurt geht. Es ist keiner dabei, der sich dort wohlfühlt. Sie haben kein Geld und sie vermissen das gute Essen in der DDR, wohin sie fast alle zurückkehren wollen.
Am Ende des Films wird ein Brief eines Mädchens von Mitte Oktober 1990 an ihre deutschen Freundinnen aus dem Off zitiert. Dabei kommt zur Sprache, dass etwa 46 Kinder in Windhoek eine deutschsprachige Oberschule besuchen. Das ist mit großen Problemen behaftet, denn die DDR-Kinder sind die ersten Schwarzen, die diese Schule besuchen. Sie wurden in Fünfer-Gruppen bis Siebener-Gruppen auf die einzelnen Klassen verteilt und werden von den weißen Schülern nicht akzeptiert. Ein großer Teil der DDR-Kinder befindet sich immer noch im Internat, da die Eltern im Norden arbeitslos sind, weshalb sie auch einen Schulbesuch nicht bezahlen können. Der Wunsch, wieder nach Deutschland zurückzukehren, ist fast bei allen gegenwärtig.

## Produktion und Veröffentlichung
Staßfurt – Windhoek wurde von der DEFA-Studio für Dokumentarfilme GmbH unter den Arbeitstiteln Stassfurt – Windhoek und Namibia auf 16-mm-Material und in Farbe gedreht. Es sind mehrere Aufführungstermine im Internet zu finden, jedoch keine nachweisbare Erstaufführung.
Ein das Thema begleitender Artikel ist in der Berliner Zeitung vom 27. November 1990, Seite 4 nachzulesen, den der Korrespondent Frank Räther in Windhoek verfasst hat.